# Die große Verschwulung. Wenn aus Männern Frauen werden und aus Frauen keine Männer
Die große Verschwulung. Wenn aus Männern Frauen werden und aus Frauen keine Männer ist eine Polemik des deutsch-türkischen Schriftstellers Akif Pirinçci, die im Oktober 2015 vom Publizisten und Verleger André F. Lichtschlag verlegten Imprint „Edition Sonderwege“ der Manuscriptum Verlagsbuchhandlung veröffentlicht wurde.

## Inhalt
Akif Pirinçcis Buch Die große Verschwulung gliedert sich in sechs Kapitel.
Im ersten Kapitel Die Form folgt der Funktion (S. 9–32) erklärt Pirinçci, was er unter der Verschwulung versteht. Es gehe um die „Verweichlichung der Männer, das Elend der Gleichmacherei und die Ideologien der grausamen Genderpropaganda.“
Das anschließende Kapitel Die große Verschwulung (S. 33–71) beginnt mit der Darstellung von Personen, die Pirinçci als verweiblichte Männer oder vermännlichte Frauen bezeichnet. Zu Beginn nennt er Angela Merkel und Hannelore Kraft, welche maßgeblich dazu beitragen würden, dass Männer in Deutschland zu „verängstigten Eunuchen und Hofschranzen“ mutieren würden. Pirinçci kritisiert den Sexualkunde- und Ethikunterricht, die dazu beitragen würden, die Heterosexualität und das traditionelle Bild der Familie zu entwerten. Es gehe darum, die „Kinder und Jugendlichen an ihr zukünftiges Schicksal als bindungslose, in austauschbaren Beziehungen lebende, sexuell hyperaktive, orientierungslose und vom Staat abhängige, einsame Verwirrte zu gewöhnen“.
Im Kapitel Das allerletzte Hurra (S. 73–102) kritisiert Pirinçci die Bundeswehr. Er bezeichnet sie als Gurkentruppe mit schwangerschaftsgerechten Panzern.
Das Buch widmet sich im nächsten Kapitel Um Frauen muss Mann sich kümmern (S. 103–158) den Frauen. Darin schildert Akif Pirinçci seine eigenen diesbezüglichen Erfahrungen. Er kritisiert, dass die Verantwortung des Mannes und männlicher Schutz zunehmend durch den Staat ersetzt werden würden und es die Pflicht der Frauen sei, selbst erwerbstätig zu sein und gleich nach der Geburt wieder ins Berufsleben zurückzukehren. Damit trage die Familienpolitik zur Abschaffung der traditionellen Familie bei. Männer und Frauen würden dadurch „nicht mehr ihren von der Natur vorgegebenen Rollen entsprechen […]. Sie treffen sich jetzt als entmännlichte und entweiblichte Figuren, als unverbindliche Lover, zuletzt als Bedarfsgemeinschaften, aber sicher nie als eine Familie oder Sippe, in der ein Mann Liebe und Hochachtung genießt, weil er ganz alleine Frau und Kinder zu versorgen imstande ist, und wo die Frau mit sanfter Hand den Laden schmeißt“. Diese Politik führe zur Verschwulung des Mannes; der Mann sei kein richtiger Mann mehr.
Das Thema Sex (S. 159–179) ist Gegenstand des fünften Kapitels. Pirinçci nimmt hierzu folgende Position ein: „Der heterosexuelle Sex gleicht immer mehr dem der Schwulen, auch er wurde unverbindlich, flüchtig und austauschbar, losgelöst von seiner Ursprungsfunktion, den generativen Staffellauf der Ahnen fortzusetzen und das Lebenslicht weiterzutragen. Dabei verliert er Stück für Stück sein Alleinstellungsmerkmal, die gegenseitige Neugier. Das Geschlechtliche funktioniert nämlich nur über die bipolare Neugier.“
Das nächste Kapitel widmet sich dem Gender-Geldstreaming (S. 183–249). Darin kritisiert er die Bundeszentrale für politische Bildung, die im Gendergedanken versinke. Darüber hinaus ist Pirinçci der Meinung, dass dieser Gendergedanke und die damit einhergehenden Arbeitsplätze dem Staat dazu dienen würden, den Bürgern mehr Steuern aus der Tasche zu ziehen. Diese Abzocke liefe „unter dem irreführenden Deckmantel der Gleichstellung der Geschlechter in allen gesellschaftlichen Bereichen“.
In seinem Schlusswort, der Prophetie, (S. 251–269) bringt er seine Meinung zur zukünftigen Entwicklung des deutschen Staates auf den Punkt: „Deutschland, wie wir es kennen, und das deutsche Volk werden untergehen“.

## Der Begriff Verschwulung
Das Wort „Verschwulung“ landete 2015 auf Platz drei der Unwörter des Jahres. Diese Entscheidung fällten sechs Sprachexperten der Universität Darmstadt. Die Onlinezeitschrift „Männer“ und deren Leser kürten das Wort „Verschwulung“ zum Schwulen-Unwort 2015. Die Darmstädter Unwort-Jury teilte die Meinung der Zeitschrift, dass der Begriff eine Diffamierung Homosexueller darstellt. Außerdem verweise der Begriff auf den faschistischen Ausdruck „Verjudung“, weshalb die Bezeichnung ebenfalls kritisch zu betrachten sei. Die Satirezeitschrift Titanic verballhornte den Buchtitel zu „Die große Verschwulung des kleinen Akif“, der angeblich im Random Irrenhaus Verlag erschienen sei.